# دیاک (کارمند)

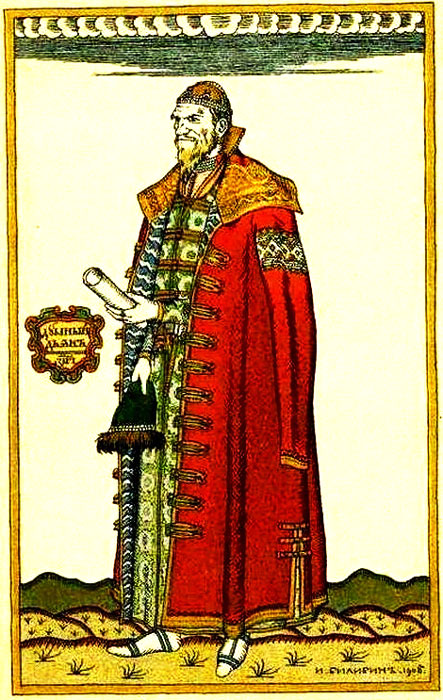
دوما دیاک اثر ایوان بیلیبین

دیاک (به انگلیسی: diak، dyak) (روسی: дьяк، آوانگاری: [ˈdʲjak]) یک شغل وابسته به امور اداری تاریخی روسیه است که معنای آن در طول زمان تغییر کرده است و تقریباً با مفاهیم «منشی ارشد» یا «رئیس ادارۀ دفتر» مطابقت دارد.
دیاک عنوان رئیس بخش ساختاری یک پریکاز (اداره) بود. خارج از حکومت شاهزاده بزرگ، دیاکی‌ها در ادارات کلیسایی (اسقفی) به ویژه در ولیکی نووگورود نیز یافت می‌شدند. از این نظر، آنها را ممکن است به طور گسترده‌تر به عنوان منشی یا کارمند تعریف کنیم. طبق زندگی اسقف اعظم یونا نوگورود (حک. ۱۴۵۸–۱۴۷۰) — اگرچه او یک یتیم فقیر بود — زنی که او را بزرگ کرد یک دیاک استخدام کرد تا خواندن و نوشتن را به او بیاموزد. منابع تواریخ همچنین نشان می‌دهد که اسقف اعظم فیوفیل (حک. ۱۴۷۰–۱۴۸۰) از دیاک خود خواست تا منشوری بنویسد که در آن قدرت شاهزاده ایوان سوم پس از تصرف شهر در سال ۱۴۷۸ به رسمیت شناخته شود.